# Protaphelinus
Protaphelinus is een geslacht van vliesvleugeligen uit de familie Aphelinidae. De wetenschappelijke naam van dit geslacht is voor het eerst geldig gepubliceerd in 1972 door Mackauer.

## Soorten
Het geslacht Protaphelinus is monotypisch en omvat slechts de volgende soort:
- Protaphelinus nikolskajae (Yasnosh, 1963)